# Grand Large
Cet article concerne le plan d'eau près de Mons. Pour les autres significations, voir Grand Large (homonymie).
Le Grand Large est un plan d'eau artificiel et un port de plaisance. Il constitue une extension du canal Nimy-Blaton-Péronnes, qu'il relie au canal du Centre, à proximité de la ville de Mons et de l'autoroute E19 reliant Bruxelles à Paris. Il se situe ainsi sur une des liaisons fluviales principales reliant le bassin de l'Escaut au bassin de la Meuse.
Point de passage entre les réseaux de canaux et voies navigables français et néerlandais, le port du Grand-Large est un port de plaisance à vocation européenne. Il dispose de 157 anneaux et d'une capitainerie et d'un Club House.

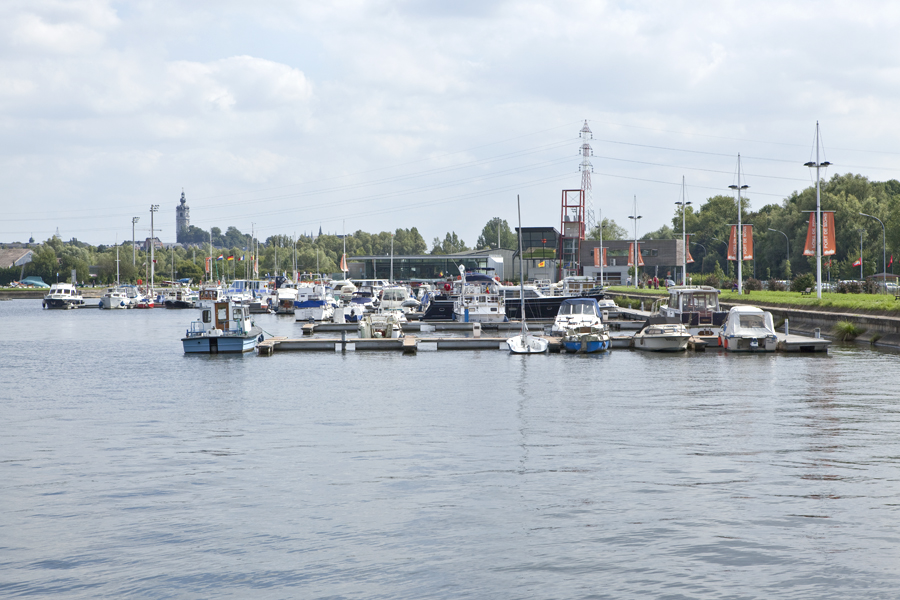
Le port et la capitainerie.
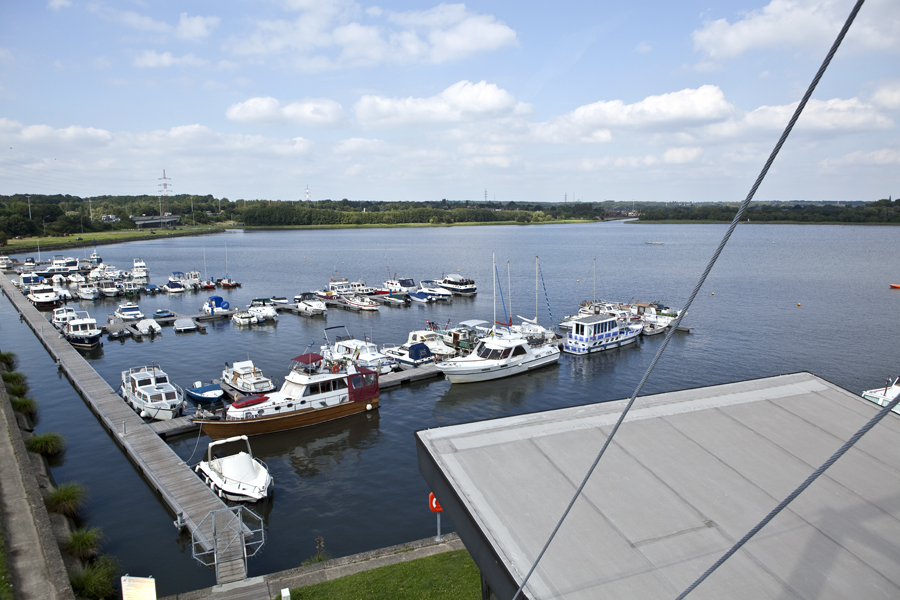
Vue générale.